# Message to Extra-Terrestrial Intelligence

Representació del missatge d'Arecibo de 1679-bits.

SETI Actiu (Active SETI en anglès, Active Search for Extra-Terrestrial Intelligence) és l'intent d'enviar missatges a extraterrestres intel·ligents. Els missatges SETI actius són normalment en forma de senyals de ràdio. Però també es poden considerar METI els missatges físics com la placa de la Pioneer. El SETI actiu, o METI, és oposat al SETI passiu, que només busca senyals, sense intentar enviar-los.
El terme METI va ser encunyat pel científic rus Aleksandr Zàitsev, que va denotar la diferència clara entre SETI i METI.

## Transmissions actuals en ruta
Les estrelles a les que s'han enviat missatges són les següents:
| Nom        | Designació | Constel·lació | Data d'enviament       | Data d'arribada  | Missatge             |
| ---------- | ---------- | ------------- | ---------------------- | ---------------- | -------------------- |
| Messier 13 | NGC 6205   | Hèrcules      | 16 de novembre de 1974 | approx. 27000    | Missatge d'Arecibo   |
| 16 Cyg A   | HD 186408  | Cigne         | 24 de maig de 1999     | novembre de 2069 | Cosmic Call 1        |
| 15 Sge     | HD 190406  | Sagitta       | 30 de juny de 1999     | febrer de 2057   | Cosmic Call 1        |
|            | HD 178428  | Sagitta       | 30 de juny de 1999     | octubre de 2067  | Cosmic Call 1        |
| Gl 777     | HD 190360  | Cigne         | 1 de juliol de 1999    | abril de 2051    | Cosmic Call 1        |
|            | HD 197076  | Delphinus     | 29 d'agost 2001        | febrer de 2070   | Teen Age Message     |
| 47 UMa     | HD 95128   | Ursa Major    | 3 de setembre de 2001  | juliol de 2047   | Teen Age Message     |
| 37 Gem     | HD 50692   | Bessons       | 3 de setembre de 2001  | desembre de 2057 | Teen Age Message     |
|            | HD 126053  | Verge         | 3 de setembre de 2001  | gener de 2059    | Teen Age Message     |
|            | HD 76151   | Hidra         | 4 de setembre de 2001  | maig de 2057     | Teen Age Message     |
|            | HD 193664  | Draco         | 4 de setembre de 2001  | gener de 2059    | Teen Age Message     |
|            | HIP 4872   | Cassiopea     | 3 de juliol de 2003    | abril de 2036    | Cosmic Call 2        |
|            | HD 245409  | Orió          | 3 de juliol de 2003    | agost de 2040    | Cosmic Call 2        |
| 55 Cnc     | HD 75732   | Cancer        | 3 de juliol de 2003    | maig de 2044     | Cosmic Call 2        |
|            | HD 10307   | Andròmeda     | 3 de juliol de 2003    | setembre de 2044 | Cosmic Call 2        |
| 47 UMa     | HD 95128   | Ursa Major    | 3 de juliol de 2003    | maig de 2049     | Cosmic Call 2        |
| Polaris    | HIP 11767  | Ursa Minor    | 4 de febrer de 2008    | 2439             | Across the Universe  |
| Gliese 581 | HIP 74995  | Lliura        | 9 d'octubre de 2008    | 2029             | A Message From Earth |
| Gliese 581 | HIP 74995  | Lliura        | 28 d'agost de 2009     | 2030             | Hello From Earth     |